# Siphonolaimus conicus
Siphonolaimus conicus är en rundmaskart som beskrevs av Chitwwod 1936. Siphonolaimus conicus ingår i släktet Siphonolaimus och familjen Siphonolaimidae. Inga underarter finns listade i Catalogue of Life.